# Peruanska jagoda
Peruanska jagoda (lat. Physalis peruviana) trajnica je iz obitelji Solanaceae (srodnik je rajčice, krumpira i dr.). Porijeklom je iz Južne Amerike, a danas se uzgaja u cijelom svijetu. Kako ne podnosi mraz, u našim krajevima se uzgaja kao jednogodišnja biljka.
Naziva se i „ljubav u kavezu“ jer njihov narančasto-crveni plod promjera 1 – 2 cm sazrijeva unutar svojevrsnog oklopa koji izgleda kao mrežasti lampion. Poznata je i kao inka ili astečko voće, a omiljena je u južnoameričkoj kuhinji: jede se kao sirovo voće, a dodaje se u povrtne salate i kuha u salsama koje se poslužuju uz tortilje, suši se, ukuhava u džemove i pravi u sokove, može se zamrzavati poput jagoda ili borovnica, dodaje se kao ukras desertima, a peku se i pite od andskih jagoda.
Ima puno raznih naziva: astečka bobica, zlatna bobica, peruanska trešnja, a kod nas se je udomaćila kao peruanska jagoda. Riječ physalis znači mjehur, pa se često spominje kao vrsta mjehurice. Srodnik je i naše autohtone mjehurice, Physalis alkekengi. Peruanska se jagoda uzgaja iz sjemenki, koje se siju rano na proljeće u posudice, na prozorske daske (ili u klijališta) te se kasnije presađuju u čašice/teglice.
Kod uživanja svježih andskih jagoda važno je da budu potpuno zrele, kad se zaštitni lampion oko njih posve posuši i počne raspadati. Ako nisu potpuno zrele, mogu izazvati želučane tegobe. Sadrže vitamine A, C, B1, B2, B6, B12 i polifenole.

## Sadnja
Svi dijelovi biljke osim plodova su otrovni. Ova tropska biljka može razviti i alergijsku reakciju na druge biljke radi fitonocida. Fitonocidi u peruanskoj jagodi različite su biološki aktivne tvari koje stvara, a djeluje na životne procese susjednih biljaka i malih organizama. Oni mogu usmrtiti bakterije i gljivice, otrovati kukce i gliste, ali i potaknuti susjedne biljke na rast ili totalno spriječiti rast susjedne biljke.

## Sastojci
Nutritivna vrijednost za 100 g bobica: 
| Sastojak         | Količina     |
| ---------------- | ------------ |
| Masti            | 1 g          |
| Ugljikohidrati   | 5.8 g        |
| Dijetalna vlakna | 2 g          |
| Šećer            | 3 g          |
| Proteini         | 1 g          |
| Vitamin C        | 12 miligrama |